# Vilayat Eyvazov
Vilayat Suleyman oglu Eyvazov (en azerí: Vilayət Süleyman oğlu Eyvazov; Julfa, 28 de junio de 1968) es político azerbaiyano y policía, Ministro del Interior de la República de Azerbaiyán desde 2019, coronel general.

## Biografía
Vilayat Eyvazov nació el 28 de junio de 1968 en Julfa. En 2000 se graduó de la Academia de Policía del Ministerio del Interior de la República de Azerbaiyán con notas distinguidas. Cumplió el servicio militar en las filas de las Fuerzas Armadas de Azerbaiyán.
Es casado y tiene tres hijos.

## Carrera política
Desde noviembre de 1994 trabajó en los órganos de asuntos interiores. En 2001-2005 fue jefe de la Organización General de Lucha contra la Delincuencia Organizada. El 14 de abril de 2005, Vilayat Eyvazov fue designado Viceministro del Interior de Azerbaiyán. Recibió el rango militar mayor general en 2004, teniente general en 2006 y coronel general en 2019.
El 20 de junio de 2019 Vilayat Eyvazov fue nombrado Ministro del Interior de la República de Azerbaiyán.

## Premios y títulos
- Orden de la Bandera de Azerbaiyán (2002)
- Medalla “Para Heroísmo” (2008)
- Orden "Por el servicio a la patria" (2014)
- Orden "Por el servicio a la patria" (2018)
- Orden Victoria (2020)[4]